# Ernst Hans Ludwig Krause
Pour les articles homonymes, voir Krause.
Ernst Hans Ludwig Krause, né le 27 juillet 1859 à Stade et mort le 1er juin 1942 à Strelitz, est un botaniste et un entomologiste allemand.

## Biographie
Krause est né à Stade, où son père Karl Ernst Hermann Krause est professeur de lycée depuis 1850. En 1865, il devient directeur de la grande école de la ville de Rostock (de).
Au lycée de son père, Ernst Krause passe son baccalauréat en mars 1877. À partir d'avril, il étudie la médecine et la botanique à l'Institut médico-chirurgical de l'Université Frédéric-Guillaume de Berlin. En 1878, il devint membre du Pépinière-Corps (de) Franconia. L'Université Frédéric-Guillaume lui décerne le titre de docteur en médecine en mars 1881. Agréé en 1882, il sert d'abord comme médecin-major dans la marine impériale, entre autres à Kiel. En 1893, il rejoint le 30e régiment d'infanterie de l'armée prussienne en tant que médecin de régiment. En 1904, il est mis à la retraite en tant que médecin-chef.
Selaginella kraussiana (Sélaginelle de Krause) est une espèce de plante qui lui a été dédiée.